# Aleksandr Rakhmanov
Aleksandr Andrievitch Rakhmanov (en russe : Рахманов, Александр Андреевич), est un joueur d'échecs russe né le 28 août 1989 à Tcherepovets, grand maître international depuis 2007.
Au 1er octobre 2016, Rakhmaov est le vingtième joueur russe et le 88e joueur mondial avec un classement Elo de 2 662.

## Biographie et carrière
Rakhmanov a remporté la médaille de bronze au championnat du monde des moins de dix-huit ans en 2007 et le tournoi d'échecs de Sarajevo en 2014. En 2015, il fut 1er-3e de la coupe du gouverneur à Khanty-Mansiïsk.
Lors de la Coupe du monde d'échecs 2019, Rakhmanov battit Nils Grandelius au premier tour, puis perdit au deuxième tour face à Vidit Santosh Gujrathi.